# (6293) Oberpfalz
(6293) Oberpfalz (1987 WV1) – planetoida z pasa głównego asteroid okrążająca Słońce w ciągu 3,39 lat w średniej odległości 2,26 j.a. Odkryta 26 listopada 1987 roku.